# Malcolm Todd
Malcolm Todd, född 13 december 1941, är en sydafrikansk bågskytt. Han deltog vid olympiska sommarspelen 1992.